# Smrečianská pahorkatina
Smrečianská pahorkatina  je geomorfologickou částí Liptovské kotliny. Zabírá pás území na sever a severovýchod od Liptovské Mary i města Liptovský Mikuláš. 

## Polohopis
Území se nachází v západní polovině Podtatranské kotliny, v severní části podcelku Liptovská kotlina. Zjednodušeně lze území Smrečianské pahorkatiny vymezit údolím Kvačianky a Suchého potoka na západě, údolím Váhu na jihu a údolím Belé a Račkové na východě. Na severozápadě sousedí geomorfologická část Matiašovské háje, západně leží Chočské podhorie a na jihu a východě navazují Liptovské nivy, vše patřící do Liptovské kotliny. Severní okraj vymezuje strmý nástup Západních Tater a jejich částí Liptovské Tatry a Sivý vrch. 
Ze severně situovaných Západních Tater tečou do Liptovské kotliny víceré potoky, které všechny odvádějí vodu do řeky Váh. Nejvýznamnější jsou Kvačianka a Jalovčanka, ústící do jezera Liptovské Mary, východněji teče Smrečianka a Trnovec. Na východním okraji Liptovské Mary na území Smrečianska pahorkatiny zasahuje okraj města Liptovský Mikuláš, z větších sídel se v této části Liptovské kotliny nachází Liptovský Trnovec, Liptovská Sielnica, Liptovský Peter a Bobrovec. 
Západním okrajem vede silnice II / 584 ( Liptovský Mikuláš - Zuberec ), jihovýchodní okraj lemuje silnice II / 537 ( Liptovský Hrádok - Starý Smokovec ), od Podbanského nesoucí název Cesta svobody. Nejvýznamnější komunikací je mezinárodní cesta E 50, vedoucí v trase dálnice D1, přecházející jihovýchodní částí území při Liptovském Hrádku. 

## Ochrana území
Severní část Liptovské kotliny zasahuje do ochranného pásma Tatranského národního parku. Hranice národního parku kopíruje okraj geomorfologických částí Sivý vrch a Liptovské Tatry. Zvláště chráněnými lokalitami jsou Háje a přírodní rezervace Švihrová. 

## Turismus
Severní část Liptovské kotliny patří mezi atraktivní a vyhledávané oblasti. V podhůří Tater je vybudováno několik ubytovacích a rekreačních kapacit, např. v ústí Račkové, Jalovecké, Trnovské a Žiarské doliny. Turisticky významnými lokalitami jsou i okolí Pribyliny a Liptovské Mary s Aquaparkem Tatralandia.

### Turistické trasy
- po  červené trase z ústí Jalovecké doliny přes ústí Žiarské a Račkové doliny na Podbanské
- po  modré trase:
  - z rozcestí Bobrovecká Vápenice do sedla Predovratie
  - z ústí Žiarské doliny její územím k Žiarské chatě
  - z Jakubovan na Holý vrch (1723 m n. m.)
  - z ústí Račkové doliny přes Jamnickou dolinu do Jamnického sedla
- po  zelené trase z Pribyliny na Baranec (2185 m n. m.)
- po  žluté trase z Jalovca přes Jaloveckou dolinu do sedla Pálenica [3]